# Maxera brachypecten
Maxera brachypecten là một loài bướm đêm trong họ Noctuidae.